# 악샤예 칸나

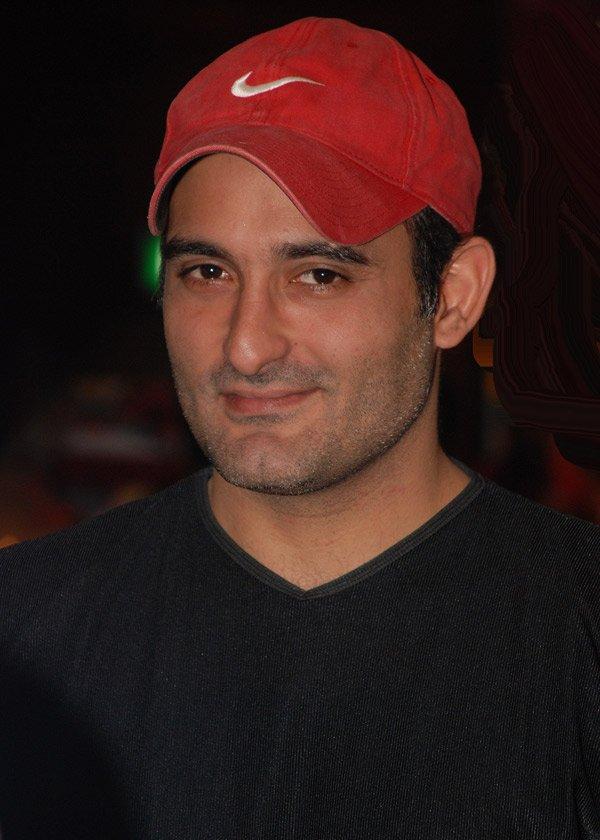

악샤예 칸나(Akshaye Khanna, 1975년 3월 28일 ~ )는 인도의 영화배우이다.
뭄바이에서 태어났다.

## 영화
- 이테팍 (2017년)
- 맘 (2017년)
- 아크로쉬 (2010년)
- 티스 마르 칸 (2010년)
- 숏컷 - 더 콘 이즈 온 (2009년)
- 럭 바이 찬스 (2009년)
- 레이스 (2008년)
- 사랑의 인사 (2007년) - 쉬벤 둥가르푸르 역
- 간디, 나의 아버지 (2007년)
- 나카브 (2007년)
- 아자 나칠레 (2007년)
- 36 차이나 타운 (2006년) - 카란 역
- 아워 시크릿 (2002년) - 카란 말호트라 역
- 업세션 (2002년)
- 딜 차타 해 (2001년)
- 타알 (1999년)